# Aartsbisdom Blantyre
Het aartsbisdom Blantyre (Latijn: Archidioecesis Blantyrensis) is een rooms-katholiek aartsbisdom met als zetel Blantyre in Malawi. Hoofdkerk is de Our Lady of Wisdom-kathedraal.
Het aartsbisdom is ontstaan uit de apostolische prefectuur Shire, opgericht in 1903. In 1908 werd dit een apostolisch vicariaat. In 1952 kreeg het de naam Blantyre en in 1959 werd het verheven tot aartsbisdom. De Nederlandse montfortaan Jan Theunissen werd de eerste aartsbisschop. 
Lusaka heeft drie suffragane bisdommen:
- Bisdom Chikwawa
- Bisdom Mangochi
- Bisdom Zomba

In 2018 telde het aartsbisdom 41 parochies. Het bisdom heeft een oppervlakte van 9.166 km2 en telde in 2018 3.554.000 inwoners waarvan 48,4% rooms-katholiek was. 

## Aartsbisschoppen
- Jan Theunissen, S.M.M. (1959-1967)
- James Chiona (1967-2001)
- Tarcisius Gervazio Ziyaye (2001-2013)
- Thomas Luke Msusa, S.M.M. (2013-)